# Østervika
Østervika est une localité du comté de Nordland, en Norvège.

## Géographie
Administrativement, Østervika fait partie de la kommune d'Evenes.